# Associazione Calcio La Dominante 1929-1930
Questa pagina raccoglie i dati riguardanti l'Associazione Calcio La Dominante nelle competizioni ufficiali della stagione 1929-1930.

## Stagione
Nella stagione 1929-1930 la Dominante per la prima ed unica volta nella sua storia, partecipa al campionato di Serie B (primo campionato cadetto a girone unico). La squadra arriva al 3º posto con 42 punti non riuscendo però a raggiungere la promozione in Serie A per quattro punti, essendo solo due le promosse. Sono salite in Serie A il Casale primo classificato con 49 punti, ed il Legnano secondo con 46 punti. Va ricordato che nel corso della stagione la Dominante per portare a termine senza traumi il campionato cadetto, si è trovata costretta a cambiare nome e maglia diventando, dal 1°gennaio 1930, Foot Ball Club Liguria, adottando una divisa rossonera a strisce verticali e riprendendo quelli che erano stati i colori della Sampierdarenese.

## Divise
| Casa | Trasferta |

## Rosa
| N. |                   | Ruolo | Calciatore          |
| -- | ----------------- | ----- | ------------------- |
|    | Italia (bandiera) | D     | Delfo Bellini       |
|    | Italia (bandiera) | A     | Arturo Bertolero    |
|    | Italia (bandiera) | C     | Onorato Bonzani     |
|    | Italia (bandiera) | A     | Carletto Bruno      |
|    | Italia (bandiera) | D     | Luigi Cambiaso      |
|    | Italia (bandiera) | D     | Luigi Castello      |
|    | Italia (bandiera) | P     | Giuseppe Chittolina |
|    | Italia (bandiera) | D     | Edgardo Ciancamerla |
|    | Italia (bandiera) | C     | Ettore Fontana      |
|    | Italia (bandiera) | C     | Enrico Gallina      |
|    | Italia (bandiera) | C     | Giovanni Gavello    |
|    | Italia (bandiera) | C     | Dario Gay           |

| N. |                   | Ruolo | Calciatore       |
| -- | ----------------- | ----- | ---------------- |
|    | Italia (bandiera) | A     | Carlo Gianelli   |
|    | Italia (bandiera) | A     | Giuseppe Grabbi  |
|    | Italia (bandiera) | P     | Mario Losi       |
|    | Italia (bandiera) | A     | Adolfo Mandosso  |
|    | Italia (bandiera) | C     | Gaetano Montaldo |
|    | Italia (bandiera) | A     | Francesco Pescia |
|    | Italia (bandiera) | A     | Luigi Poggi      |
|    | Italia (bandiera) | P     | Vittorio Profumo |
|    | Italia (bandiera) | A     | Giuseppe Raggio  |
|    | Italia (bandiera) | A     | Riccardo Fossati |
|    | Italia (bandiera) | D     | Ugo Rasetto      |
|    | Italia (bandiera) | D     | Mario Tortarolo  |

## Risultati

### Serie B

#### Girone di andata
| Arbitro: | Rovida (Milano) |

|              |           |              |
| Gay 35’, 61’ | Marcatori | 80’ Scategni |

| Arbitro: | Tagliabue (Milano) |

|                                                        |           |  |
| Ticozzelli 16’ Demarchi 30’ Mattea 36’ Migliavacca 53’ | Marcatori |  |

| Arbitro: | Bonello (Venezia) |

|                                   |           |                    |
| Gianelli 20’ D. Gay 55’ Bruno 57’ | Marcatori | 80’ Degl'Innocenti |

| Arbitro: | P. Barlassina (Novara) |

|                            |           |           |
| Galimberti 13’ Panzeri 47’ | Marcatori | 60’ Bruno |

| Arbitro: | Quilleri (Brescia) |

|                             |           |           |
| D. Gay 8’, 21’ L. Poggi 69’ | Marcatori | 9’ Segoni |

| Cornigliano 10 novembre 1929 6ª giornata | La Dominante   | 0 – 0 | Pistoiese | Stadio del Littorio\| Arbitro: \| Ferro (Milano) \| |
| Arbitro:                                 | Ferro (Milano) |       |           |                                                     |

| Lecce 17 novembre 1929 7ª giornata | Lecce                | 0 – 0 | La Dominante | Stadio Achille Starace\| Arbitro: \| Mastellari (Bologna) \| |
| Arbitro:                           | Mastellari (Bologna) |       |              |                                                              |

| Arbitro: | Enrietti (Torino) |

|               |           |  |
| Bertolero 47’ | Marcatori |  |

| Arbitro: | Pedroni (Milano) |

|  |           |                       |
|  | Marcatori | 25’ D. Gay 79’ Raggio |

| Arbitro: | Caironi (Milano) |

|            |           |             |
| D. Gay 31’ | Marcatori | 65’ Carrera |

| Arbitro: | Tagliabue (Milano) |

|  |           |                         |
|  | Marcatori | 67’ Gallina 86’ Fossati |

| Arbitro: | R. Barlassina (Novara) |

|                     |           |             |
| Cambiaso 16’ (aut.) | Marcatori | 11’ Fossati |

| Arbitro: | Mastellari (Bologna) |

|  |           |              |
|  | Marcatori | 23’ Gianelli |

| Arbitro: | D'Alessandro (Vercelli) |

|                                |           |                          |
| Castello 30’ (rig.) Pescia 69’ | Marcatori | 15’ Franzini 55’ Vaccari |

| Arbitro: | Scorzoni (Bologna) |

|                             |           |            |
| Mariani 4’ Ravetta 38’, 84’ | Marcatori | 60’ D. Gay |

| Arbitro: | Asei Conte (Vercelli) |

|                                                     |           |  |
| Gianelli 35’, 77’ Gavello 59’ D. Gay 80’ Raggio 83’ | Marcatori |  |

| Arbitro: | Lerni (Torino) |

|                                                       |           |            |
| Aliatis 21’ Agostinelli 24’ V. Rizzi 65’ Ottolina 86’ | Marcatori | 27’ Pescia |

#### Girone di ritorno
| Arbitro: | Bruna (Venezia) |

|                                                                 |           |  |
| Scategni 23’, 30’, 51’ Recalcati 65’ Costantino 67’ Bottaro 78’ | Marcatori |  |

| Arbitro: | Inverni (Milano) |

|                                   |           |  |
| D. Gay 11’, 35’ Gianelli 20’, 41’ | Marcatori |  |

| Arbitro: | Pessato (Monfalcone) |

|            |           |                       |
| Marini 48’ | Marcatori | 20’ Raggio 35’ Pescia |

| Arbitro: | Scorzoni (Bologna) |

|           |           |  |
| D. Gay 5’ | Marcatori |  |

| Arbitro: | U. Gama (Milano) |

|                                                                  |           |              |
| Staffetta 38’, 55’ Baldinotti 45’, 57’ Luchetti 71’ Galluzzi 87’ | Marcatori | 36’ L. Poggi |

| Arbitro: | Giulini (Lodi) |

|                  |           |            |
| Ferrero 30’, 61’ | Marcatori | 62’ Grabbi |

| Arbitro: | Corradini (Bologna) |

|                         |           |          |
| Grabbi 31’ Gianelli 71’ | Marcatori | 50’ Tana |

| Arbitro: | Casetta (Milano) |

|                 |           |                   |
| R. Simonetti 9’ | Marcatori | 22’, 48’ Gianelli |

| Arbitro: | Brunelli (Bologna) |

|                                  |           |                  |
| Gianelli 21’ Castello 32’ (rig.) | Marcatori | 57’ Spadavecchia |

| Arbitro: | Sani (Ferrara) |

|                                    |           |              |
| G. Rossi 13’ (rig.), 52’ Giuge 42’ | Marcatori | 79’ Gianelli |

| Arbitro: | De Crescenzo (Napoli) |

|                                |           |          |
| Castello 29’ (rig.) D. Gay 58’ | Marcatori | 77’ Lupo |

| Arbitro: | Casartelli (Milano) |

|                       |           |              |
| Raggio 25’ Pescia 37’ | Marcatori | 57’ Lombatti |

| Arbitro: | Barlassina (Novara) |

|  |           |                                               |
|  | Marcatori | 16’ (rig.) Tommasi 41’ Dalfini 81’, 86’ Corsi |

| Arbitro: | Mattea (Casale Monf.) |

|                              |           |                        |
| Stocchi 29’ Vaccari 36’, 72’ | Marcatori | 2’ Gianelli 17’ Raggio |

| Arbitro: | Biancone (Roma) |

|              |           |  |
| Montaldo 52’ | Marcatori |  |

| Arbitro: | D'Alessandro (Vercelli) |

|                                     |           |                        |
| Cappelli 25’ (rig.), 40’ Savani 47’ | Marcatori | 21’, 26’, 89’ Gianelli |

| Arbitro: | Mastellari (Bologna) |

|             |           |  |
| Bonzani 29’ | Marcatori |  |

## Statistiche

### Statistiche di squadra
| Competizione | Punti | In casa | In casa | In casa | In casa | In casa | In casa | In trasferta | In trasferta | In trasferta | In trasferta | In trasferta | In trasferta | Totale | Totale | Totale | Totale | Totale | Totale | DR |
| Competizione | Punti | G       | V       | N       | P       | Gf      | Gs      | G            | V            | N            | P            | Gf           | Gs           | G      | V      | N      | P      | Gf     | Gs     | DR |
| ------------ | ----- | ------- | ------- | ------- | ------- | ------- | ------- | ------------ | ------------ | ------------ | ------------ | ------------ | ------------ | ------ | ------ | ------ | ------ | ------ | ------ | -- |
| Serie B      | 42    | 17      | 14      | 3       | 0       | 33      | 10      | 17           | 4            | 3            | 10           | 20           | 43           | 34     | 18     | 6      | 10     | 53     | 53     | 0  |

### Statistiche dei giocatori
| Giocatore      | Serie B  | Serie B |
| Giocatore      | Presenze | Reti    |
| -------------- | -------- | ------- |
| D. Bellini     | 4        | 0       |
| A. Bertolero   | 7        | 1       |
| O. Bonzani     | 10       | 1       |
| C. Bruno       | 4        | 2       |
| L. Cambiaso    | 26       | 0       |
| L. Castello    | 32       | 3       |
| G. Chittolina  | 24       | 0       |
| E. Ciancamerla | 5        | 0       |
| E. Fontana     | 33       | 0       |
| R. Fossati     | 6        | 2       |
| E. Gallina     | 5        | 1       |
| G.Gavello      | 3        | 1       |
| D. Gay         | 33       | 13      |
| C. Gianelli    | 33       | 15      |
| G. Grabbi      | 30       | 2       |
| M. Losi        | 11       | 0       |
| A. Mandosso    | 1        | 0       |
| G. Montaldo    | 31       | 1       |
| F. Pescia      | 21       | 4       |
| L. Poggi       | 10       | 2       |
| V. Profumo     | 7        | 0       |
| G. Raggio      | 31       | 5       |
| U. Rasetto     | 5        | 0       |
| M.Tortarolo    | 2        | 0       |